# Aleksandr Szestakow
Aleksandr Borisowicz Szestakow (ros. Александр  Борисович Шестаков; ur. 22 listopada 1961) – radziecki zapaśnik walczący w stylu klasycznym.
Zajął 7. miejsce w igrzyskach olimpijskich w Seulu w 1988 w kategorii do 57 kg. Dwukrotny srebrny medalista
mistrzostw świata w 1989 i 1990. Mistrz Europy w 1988.
Złoty medalista mistrzostw krajowych w 1988 i 1989 (w kategorii do 57 kg), srebrny w 1991 (do 62 kg) i brązowy w 1986 (do 57 kg).

## Letnie Igrzyska Olimpijskie 1988
| Konkurencja            | Eliminacje              | Eliminacje          | Eliminacje              | Eliminacje            | Finały               | Klas. końcowa |
| Konkurencja            | Przeciwnik I            | Przeciwnik II       | Przeciwnik III          | Przeciwnik IV         | o 7. miejsce         | Miejsce       |
| ---------------------- | ----------------------- | ------------------- | ----------------------- | --------------------- | -------------------- | ------------- |
| 57 kg w styl klasyczny | Bambis Cholidis (GRC) P | Ahad Pazadż (IRN) Z | Benni Ljungbeck (SWE) Z | Heo Byeong-ho (KOR) P | Rıfat Yıldız (FRG) Z | 7.            |